# Las Guacamayas
Las Guacamayas es una localidad del estado mexicano de Michoacán de Ocampo. Forma parte del municipio de Lázaro Cárdenas, del que tiene el carácter de tenencia.

## Ubicación
La localidad de Las Guacamayas se encuentra localizada en la zona sur de Michoacán a unos cuantos kilómetros de la costa michoacana y al lado derecho del Río Balsas justo en la frontera con el Estado de Guerrero; sus coordenadas geográficas son 17°57′23″N 102°11′32″O / 17.95639, -102.19222 y su altitud es de 360 m.s.n.m. Su principal vía de comunicación es la Carretera Federal 200 que la une con La Orilla al sur y con Petacalco al sureste.

## Demografía
De acuerdo a los resultados del Censo de Población y Vivienda de 2020 realizado por el Instituto Nacional de Estadística y Geografía, la población total de Las Guacamayas es de 39 613 habitantes, de los que 19 589 son hombres y 20 024 son mujeres, siendo de esta manera la 14.ª ciudad más poblada de Michoacán, y la ciudad más poblada que no es cabecera municipal, superando de esta manera en población a 100 de las 113 cabeceras municipales del estado de Michoacán. Cabe mencionar que se encuentra totalmente conurbada con Ciudad Lázaro Cárdenas y La Orilla (Conurbación LZ-LG-LO) albergando un total de 137 306 habitantes en 2010 y 150 541 en 2020. La ciudad mantiene una población estable desde el año 2000, ya que apenas ha aumentado menos de 2000 habitantes en 20 años, debido a que la población se concentra en la vecina ciudad de La Orilla que mantiene espacio para seguir aumentando su mancha urbana mientras que Las Guacamayas ha llegado al límite.

### Población de la ciudad de Las Guacamayas 1910-2020
| Gráfica de evolución demográfica de Las Guacamayas entre 1910 y 2020                              |
|                                                                                                   |
| Población de los censos del Instituto Nacional de Estadística y Geografía (INEGI) de 1910 a 2020. |